# 법언
법언(法諺)은 법에 관련한 지혜를 압축하여 표현한 속담이다. 영미권 국가에서는 라틴어로 된 법언을 많이 사용한다. 블랙법률사전에 방대한 법언 목록이 수록되어 있다. 법언은 일본식 조어라하여 법격언이라고 부르기도 한다.
10세기 독일 보름스의 주교이자, 교회법 학자인 부르카르트(Burchard)의 이름을 따서, 법언을 라틴어로 브로카드(Brocard)라고도 부른다. 부르카르트는 11세기의 주요한 교회법으로 알려진 20권의 교회법규집을 만들었다.

## 라틴어 법언
- 주의깊어서 손해볼것 없다. (Abundans cautela non nocet.)
- 누구도 신앞을 제외하곤 자기 자신을 기소할 수 없다. (Accusare nemo se debet; accusare nemo se debet nisi coram Deo.)
- 의도는 행동으로부터 유추될 수 있다.(Acta exteriora indicant interiora secreta.)
- 형평법은 보통법을 따른다. (Aequitas sequitur legem.)
- 상대방 의견을 들으라. (Audi alteram partem.)
- 계약은 지켜져야 한다. (pacta sunt servanda)

## 한국어 법언
- 법의 원인이 그치면 법의 적용도 그친다.
- 공익은 사익에 우선한다.
- 소 없으면 재판없다.

## 같이 보기
- 라틴어 법률용어 목록